# Ouguela
Ouguela é uma povoação da freguesia de São João Batista, no Município de Campo Maior, a 10 km da sede do município. Conta com cerca de 60 habitantes.
Passou a formar juntamente com outras praças castelhanas, parte do Reino de Portugal pelo tratado de Alcanizes.
Teve foral dado por D. Dinis a 5 de Janeiro de 1298, renovado por D. Manuel em 1 de Junho de 1512, retendo até à reforma administrativa de 1836 o estatuto de vila sede de concelho independente, altura em que foi integrada no vizinho concelho (atual município) de Campo Maior. Entretanto, dado o seu declínio, cerca de um século depois, em 1941, foi anexada, como mero lugar, à Freguesia de São João Batista.
O seu castelo foi uma das praças-fortes que defendia periodicamente o Alto Alentejo das invasões castelhanas. Foi mandado edificar à roda de 1300, e cercado durante a crise de 1383-85, a Guerra da Restauração (1642 e 1662, tendo desta feita sido ocupado), a Guerra da Sucessão Espanhola (1709) e a Guerra das Laranjas (1801, ano em que foi de novo ocupado).

## Património
- Castelo de Ouguela

## Personalidades ilustres
- Visconde de Ouguela